# Bycanistes fistulator
Bycanistes fistulator е вид птица от семейство Носорогови птици (Bucerotidae).

## Разпространение
Видът е разпространен в Бенин, Гана, Гвинея, Гвинея-Бисау, Кот д'Ивоар, Либерия, Мали, Нигерия, Сенегал, Сиера Леоне и Того.